# Jonas Brothers
Die Jonas Brothers sind eine Pop-Rock-Band aus Wyckoff, New Jersey, die 2005 gegründet wurde. Sie besteht aus den drei Brüdern Kevin, Joe und Nick Jonas. Sie veröffentlichten bis zu ihrer Trennung im Oktober 2013 vier Alben, von denen drei Platz eins der US-amerikanischen Charts erreichten. Im Februar 2019 vereinigten sich die Jonas Brothers wieder. Sie veröffentlichten daraufhin ihre Single Sucker und ihr fünftes Album Happiness Begins.

## Bandgeschichte

### Gründung
Die Band wurde 2005 gegründet. Nick Jonas hatte bereits einen Plattenvertrag mit INO Records und Columbia Records und 2004/2005 sein Soloalbum Nicholas Jonas veröffentlicht. Wenige Monate später hörte Steve Greenberg, der Chef der Plattenfirma Columbia Records, das Album, und Nicks Stimme gefiel ihm. Bei einem anschließenden Treffen mit seinem Management sang Nick Jonas zusammen mit seinen Brüdern Joe und Kevin das Lied Please Be Mine, und das Plattenlabel entschied, die drei als Band zusammen mit Daylight Records unter Vertrag zu nehmen. Zuerst wollten die drei Brüder als Sons of Jonas auftreten, legten sich später jedoch auf Jonas Brothers fest.

### 2005 bis 2006: Debütalbum und Verlust des Plattenvertrages

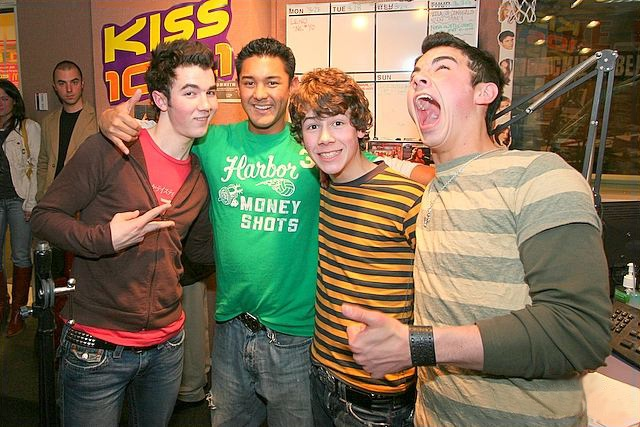
Die Brüder zu Beginn ihrer Karriere (2006)

Nachdem die Gruppe ihren Plattenvertrag unterschrieben hatte, begleitete sie unter anderem die Backstreet Boys auf deren Never Gone Tour, bei der auch Jesse McCartney als Opening Act fungierte. Außerdem schlossen sie sich für einige Shows der Tournee von Kelly Clarkson an, bevor sie ihre erste eigene Tour, die Jonas Brothers Fall 2005 Promo Tour, begannen, wo sie bereits Lieder spielten, die später auch auf ihrem Debütalbum erschienen. Im Frühjahr 2006 begleitete die Band dann das australische Musik-Duo The Veronicas auf deren The Veronicas 2006 US Tour, die auf Seiten der Jonas Brothers auch unter dem Namen Jonas Brothers American Club Tour bekannt ist. Nach Abschluss der Tourneen begann die Musikgruppe, sich intensiver um die Aufnahmen für ihr Debütalbum zu kümmern. Dieses sollte ursprünglich bereits im Februar 2006 erscheinen, letztendlich erschien es im August 2006 und erreichte Platz 91 der amerikanischen Charts. Bereits am 27. Dezember 2005 war das Lied Mandy veröffentlicht worden, das sich jedoch nicht in den Charts platzieren konnte. Am 16. Mai erschien ein weiteres Lied aus dem Album, Year 3000 war ein Cover der britischen Boygroup Busted und erreichte Platz 31 in Amerika. Außerdem war die Band auf einigen Soundtracks zu hören, unter anderem auf dem Album zum Film Aquamarin – Die vernixte erste Liebe und der Neufassung des Soundtracks zu Arielle, die Meerjungfrau. Anfang 2007 wechselte die Band dann das Plattenlabel, da Sony, welches die Rechte an Columbia Records besaß, nicht an einer weiteren Zusammenarbeit interessiert war. Am 8. Februar 2007 gab man in einem Statement bekannt, dass die Band von nun an bei Hollywood Records unter Vertrag stehe.

### 2007 bis 2008: Ansteigende Popularität und internationaler Durchbruch

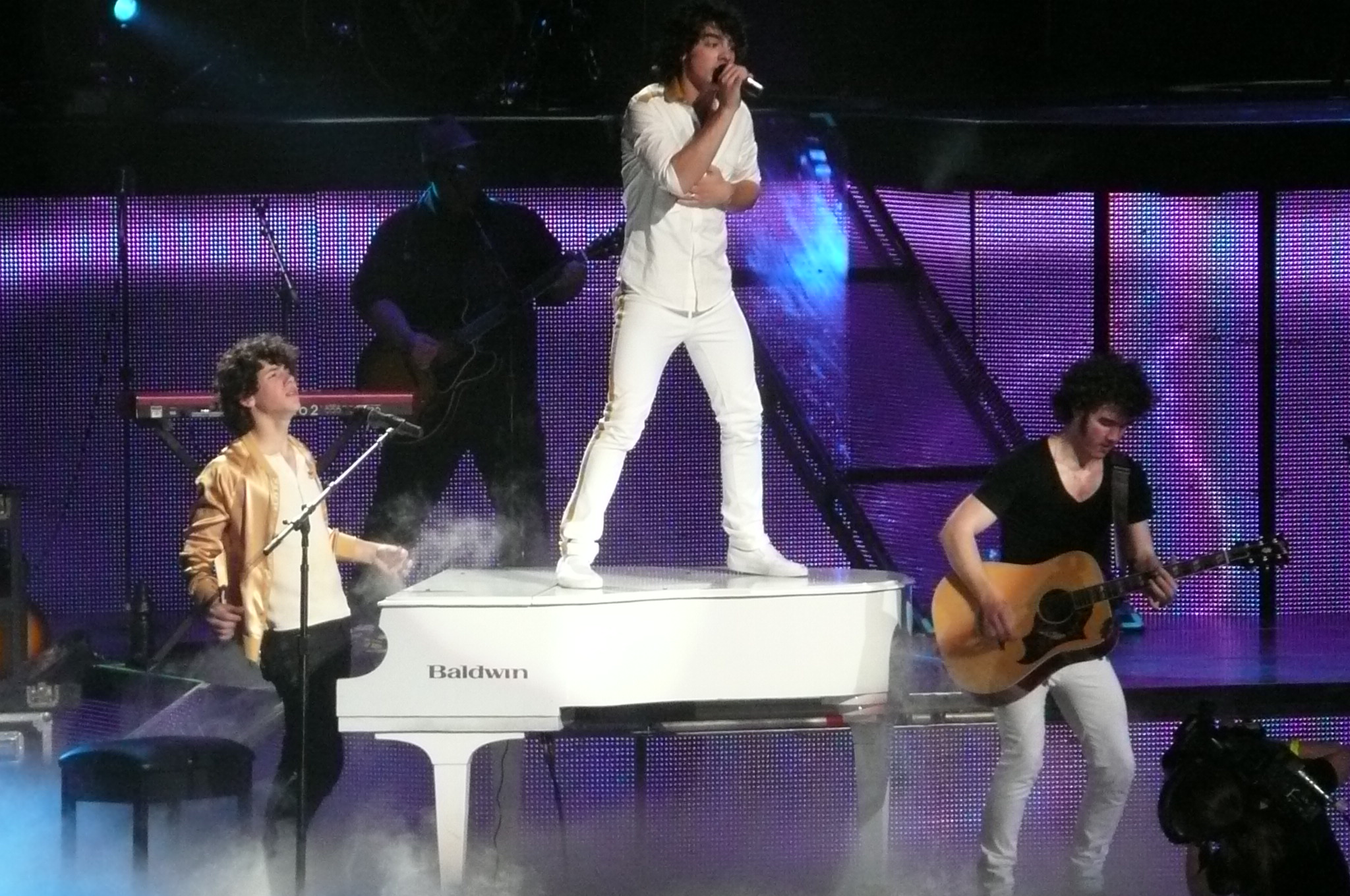
Die Band während eines Konzertes 2008

Am 9. April 2007 war die Band während der jährlichen White House Easter Egg Roll zu Gast im Weißen Haus, wo sie auch die Nationalhymne der USA sangen. Am 7. August 2007 erschien das zweite Album der Gruppe unter dem Namen Jonas Brothers. Nach dem Wechsel des Plattenlabels stellte sich auch kommerzieller Erfolg ein. Das Album erreichte Platz 5 in Amerika, und auch in Deutschland konnten die Brüder mit Rang 19 auf sich aufmerksam machen. Um das Album zu promoten, war die Musikgruppe von Juni bis Oktober auf Marvelous Party Tour und schloss sich anschließend der Best of Both Worlds Tour von Miley Cyrus an. Den großen Durchbruch hatte die Band schließlich 2008 mit dem Fernsehfilm Camp Rock, bei dem sie neben Demi Lovato die Hauptrollen übernahmen und auch auf dem äußerst erfolgreichen Soundtrack zu hören waren. Im selben Jahr wurde auch das dritte Album der Band veröffentlicht, A Little Bit Longer. Es erreichte Platz 1 der amerikanischen Charts und Platz 23 in Deutschland. Zuvor hatte sich die Band auf ihre When You Look Me in the Eyes Tour begeben, die von Januar bis April stattfand. Im Sommer 2008 begleiteten sie Avril Lavigne auf dem europäischen Teil ihrer The Best Damn Tour, und im Juli starteten sie ihre Burnin’ Up Tour. Am Debütalbum Demi Lovatos arbeiteten sie ebenfalls mit. Sie schrieben beinahe alle Lieder des Albums Don’t Forget zusammen mit ihr und waren auch als Produzenten tätig. Am Ende des Jahres 2008 wurden sie als Best New Act bei den Grammy Awards 2009 nominiert, welche die besten Künstler des Jahres 2008 auszeichnete. Die Jonas Brothers verloren bei der Verleihung des Awards jedoch gegen die britische Sängerin Adele.

### 2009 bis 2010: Viertes Studioalbum und zwei Welttourneen

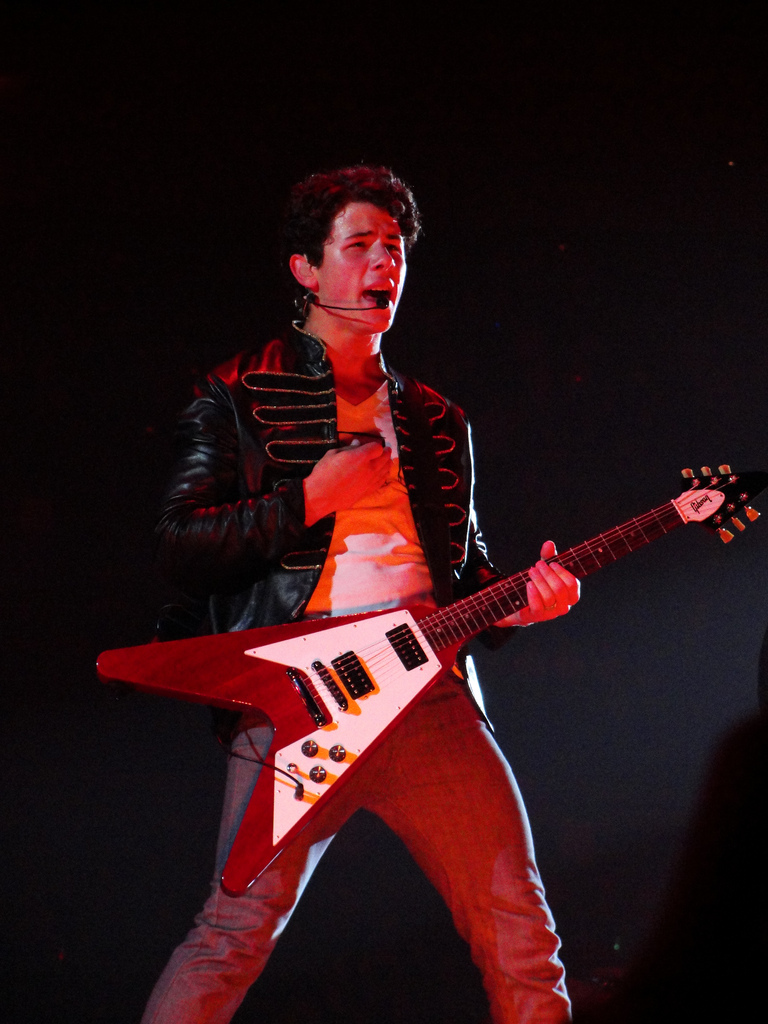
Nick Jonas auf der Bühne der Welttournee 2009

2009 veröffentlichte die Band ihr bisher letztes Album Lines, Vines and Trying Times. Es platzierte sich ebenfalls auf Platz 1 in Amerika, in Deutschland erreichte es jedoch nur Platz 56. Außerdem begab sich die Gruppe auf ihre erste, 86 Konzerte umfassende, Welttournee. Die Jonas Brothers World Tour 2009 dauerte acht Monate und beinhaltete Konzerte in Nordamerika und Europa mit Schwerpunkt Südeuropa. 2010 lief die Fortsetzung von Camp Rock im Fernsehen. Der Soundtrack Camp Rock 2: The Final Jam zum gleichnamigen Film war ähnlich erfolgreich wie sein Vorgänger. Außerdem fand im gleichen Jahr auch die zweite Welttournee der Band statt. Die Jonas Brothers Live in Concert World Tour 2010 umfasste jedoch, im Gegensatz zur ersten weltweiten Tour, keine Konzerte in Europa.

### 2010 bis 2013: Pause und Trennung
Nach der Jonas Brothers Live in Concert World Tour 2010 gab Joe Jonas bekannt, sich dem Soloalbum Fastlife zu widmen. Dieses erschien am 11. Oktober 2011. Im September und Oktober ging er zusammen mit Jay Sean auf die Joe Jonas & Jay Sean Tour. Im Oktober 2011 war Joe Jonas zudem erstmals als Solokünstler in Deutschland und trat im Vorprogramm beim Köln-Konzert von Britney Spears’ Femme-Fatale-Tour auf. 2012 saß Joe Jonas in der Jury von der US-Castingshow The Next. Nick Jonas hatte bereits im Februar 2010 mit seinem Nebenprojekt Nick Jonas & the Administration das Album Who I Am veröffentlicht und ging 2011 auf die Nick Jonas 2011 Tour. Von Kevin Jonas ist bis jetzt noch kein musikalisches Werk abseits der Band erschienen, allerdings ist er in der US-amerikanischen Show Married to Jonas zusammen mit seiner Frau Danielle Deleasa zu sehen.
Die Band wechselte im Mai 2012 ihren Plattenvertrag bei Disney und verlor infolgedessen ihren Bodyguard Big Rob und auch das Bandlogo.
Anfang Oktober 2013 sagten die drei Brüder die bevorstehende US-Tour zwei Tage vor dem eigentlichen Beginn aufgrund von bandinternen Streitigkeiten ab. Am 29. Oktober 2013 verkündeten die Bandmitglieder die offizielle Trennung.

### Wiedervereinigung

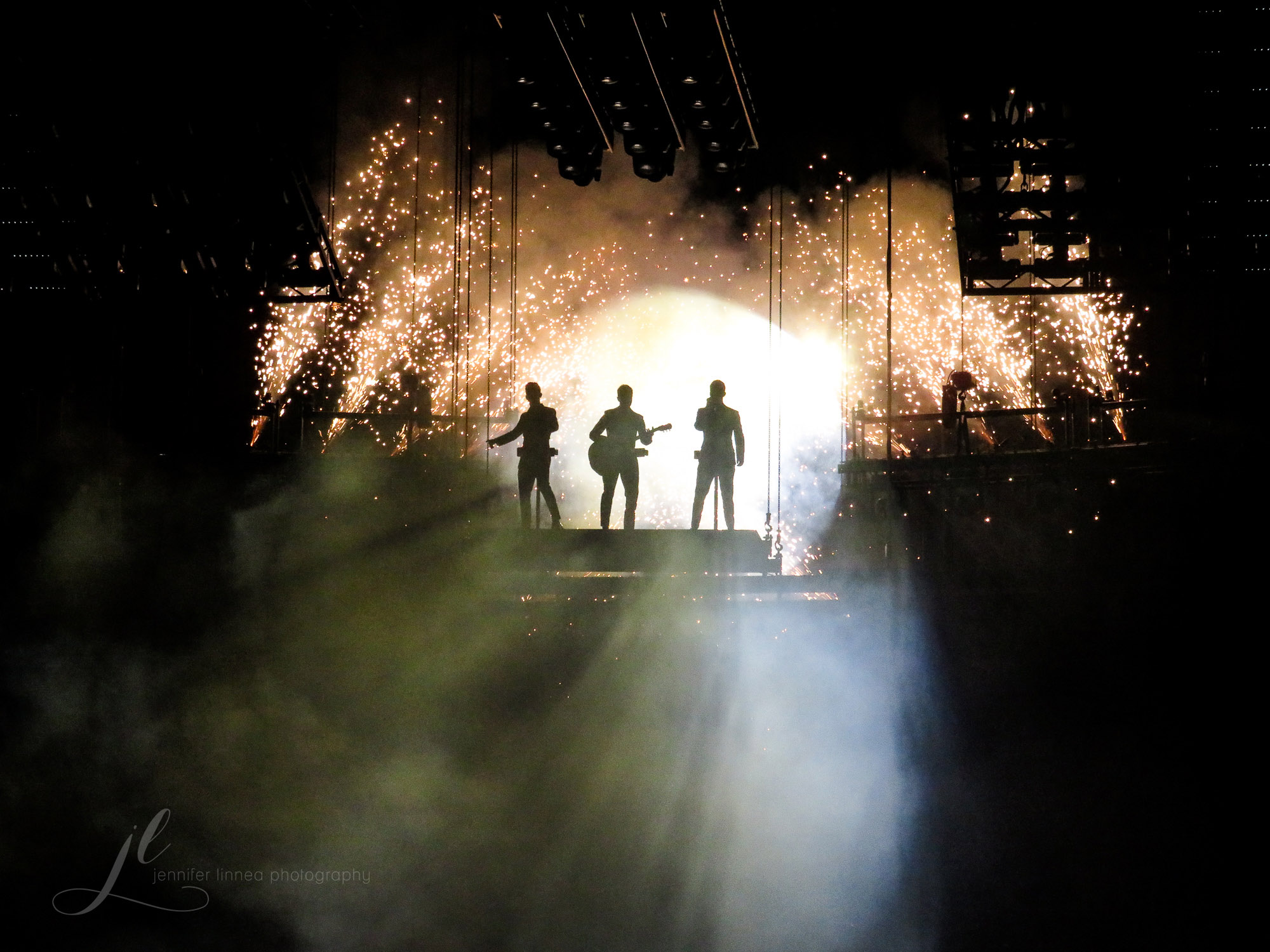
Die Jonas Brothers am 1. Oktober 2019 im Pepsi Center in Denver

Im Februar 2019 kündigte die Band ihre Wiedervereinigung auf Instagram an. Am 1. März 2019 feierten die Jonas Brothers ihr Comeback. Auf YouTube wurde am selben Tag das Video zur Single Sucker veröffentlicht. Am 7. Juni erschien das zugehörige Album Happiness Begins.

## Schauspielkarriere
Ihre Schauspielkarriere startete die Band ebenfalls zusammen. Sie waren in vielen Disney-Serien zu sehen, bevor sie dann 2009 eine eigene Serie mit dem Namen Jonas L.A. (damals noch JONAS) auf dem Sender bekamen. Im Oktober 2010 wurde die Sendung eingestellt. 2008 und 2009 waren sie auch im Kino zu sehen, jeweils in 3D-Konzertfilmen. Im Film zur Konzerttour von Miley Cyrus, Hannah Montana & Miley Cyrus: Best of Both Worlds Concert, waren die Brüder als Vorband zu sehen, ehe sie dann in Jonas Brothers – Das ultimative 3D Konzerterlebnis als Headliner in Erscheinung traten. Der Film begleitet ihre Burnin’ Up Tour. Internationale Bekanntheit erlangte die Gruppe bereits 2008 mit dem Fernsehfilm Camp Rock, bei dem sie neben Demi Lovato die Hauptrollen spielten. Der Film war zum damaligen Zeitpunkt der zweiterfolgreichste des Senders Disneys. Die Fortsetzung Camp Rock 2: The Final Jam lief 2010 im Fernsehen und war ähnlich erfolgreich wie sein Vorgänger. Im selben Jahr hatten sie auch eine Sprechrolle im Film Nachts im Museum 2. Außerdem waren sie in vielen verschiedenen Sendungen als Gaststars zu sehen, so zum Beispiel in Saturday Night Live und Das Hausbau-Kommando. Außerdem gab es eine Reality-Fernsehserie über die Brüder. Sie trug den Namen Jonas Brothers: Living the Dream und verfolgte das Leben der Band.

## Wohltätigkeit
Die Jonas Brothers verdienten 2007 über $12.000.000. Sie spendeten 10 % ihrer Einnahmen an Nicks Wohltätigkeitsorganisation Change for the Children Foundation.

## Sonstiges
- Die Jonas Brothers haben noch einen kleinen Bruder, Frankie „The Bonus“ Jonas.
- In der Folge The Ring der Fernsehserie South Park wird besonders die angebliche sexuelle Abstinenz der Band karikiert, welche diese durch das Tragen von Purity Rings zum Ausdruck bringt.
- In dem Film Hangover sagt Alan am Ende des Films, er könne am nächsten Wochenende nicht wieder nach Las Vegas, weil die Jonas Brothers in der Stadt seien. In den beiden Filmen fragt Stu, ob Alan nicht könne, weil die Jonas Brothers wieder in der Stadt seien.
- Als Edward Sullen und Rebecca „Becca“ Crane im Film Beilight – Bis(s) zum Abendbrot in einem Wald stehen, sagt Rebecca, sie wüsste, was er wäre. Edward fragt sie, woran sie denke, und sie meint, dass er ein Jonas Brother sei.
- In der Serie Upload probiert Nathan Brown in Folge 3 Anzüge an. Als ihm ein Anzug gefällt, sagt seine Freundin Ingrid, er sehe darin aus wie ein Jonas Brother.
- In Staffel 6 Folge 10 Die Meerjungfrauen-Theorie der Sitcom How I Met your Mother überlegen die Freunde, was am Captain so gruselig ist, als Marshall mit einem Bild seines Gesichts reinkommt. Er zeigt ihnen, dass die Augen des Captains so gruselig seien. Als Robin ihn dann fragt: "Captain, kurze Frage. Was halten Sie von den Jonas Brothers?", legt Marschall ein Stück Pappe senkrecht auf das Bild. Um die Verwirrung der Anderen zu beenden, sagt er: "Er hasst, dass er die Typen mag."

## Filmografie
- 2007: Hannah Montana, 2. Staffel Folge 16
- 2008: Hannah Montana & Miley Cyrus: Best of Both Worlds Concert
- 2008: Camp Rock
- 2008: Studio DC Almost live
- 2009: Nachts im Museum 2
- 2009: Jonas Brothers – Das ultimative 3D Konzerterlebnis
- 2009–2010: Jonas L.A.
- 2010: Camp Rock 2: The Final Jam
- 2019: Chasing Happiness
- 2020: Happiness Continues
- 2020: Dash & Lily

## Diskografie
Studioalben

| Jahr | Titel Musiklabel                                      | Höchstplatzierung, Gesamtwochen, AuszeichnungChartplatzierungen (Jahr, Titel, Musiklabel, Platzierungen, Wochen, Auszeichnungen, Anmerkungen) | Höchstplatzierung, Gesamtwochen, AuszeichnungChartplatzierungen (Jahr, Titel, Musiklabel, Platzierungen, Wochen, Auszeichnungen, Anmerkungen) | Höchstplatzierung, Gesamtwochen, AuszeichnungChartplatzierungen (Jahr, Titel, Musiklabel, Platzierungen, Wochen, Auszeichnungen, Anmerkungen) | Höchstplatzierung, Gesamtwochen, AuszeichnungChartplatzierungen (Jahr, Titel, Musiklabel, Platzierungen, Wochen, Auszeichnungen, Anmerkungen) | Höchstplatzierung, Gesamtwochen, AuszeichnungChartplatzierungen (Jahr, Titel, Musiklabel, Platzierungen, Wochen, Auszeichnungen, Anmerkungen) | Anmerkungen                                                 |
| Jahr | Titel Musiklabel                                      | DE | AT | CH | UK | US | Anmerkungen                                                 |
| ---- | ----------------------------------------------------- | --- | --- | --- | --- | --- | ----------------------------------------------------------- |
| 2006 | It’s About Time Columbia Records (Sony BMG)           | — | — | — | — | US91 (1 Wo.)US | Erstveröffentlichung: 8. August 2006 Verkäufe: + 123.000    |
| 2007 | Jonas Brothers Hollywood Records (EMI)                | DE19 (12 Wo.)DE | AT14 (13 Wo.)AT | CH53 (9 Wo.)CH | UK9 Gold · (16 Wo.)UK | US5 Platin · (73 Wo.)US | Erstveröffentlichung: 7. August 2007 Verkäufe: + 2.876.500  |
| 2008 | A Little Bit Longer Hollywood Records (UMG)           | DE23 (4 Wo.)DE | AT27 (4 Wo.)AT | CH55 (8 Wo.)CH | UK19 Gold · (12 Wo.)UK | US1 Platin · (28 Wo.)US | Erstveröffentlichung: 12. August 2008 Verkäufe: + 2.590.000 |
| 2009 | Lines, Vines and Trying Times Hollywood Records (UMG) | DE56 (1 Wo.)DE | AT33 (4 Wo.)AT | CH46 (4 Wo.)CH | UK9 (4 Wo.)UK | US1 (14 Wo.)US | Erstveröffentlichung: 16. Juni 2009 Verkäufe: + 295.000     |
| 2019 | Happiness Begins Republic Records (UMG)               | DE17 (3 Wo.)DE | AT14 (2 Wo.)AT | CH16 Gold · (2 Wo.)CH | UK2 Silber · (5 Wo.)UK | US1 Platin · (56 Wo.)US | Erstveröffentlichung: 7. Juni 2019 Verkäufe: + 1.330.000    |
| 2023 | The Album Republic Records (UMG)                      | DE99 (1 Wo.)DE | — | CH88 (1 Wo.)CH | UK3 (1 Wo.)UK | US3 (3 Wo.)US | Erstveröffentlichung: 12. Mai 2023                          |
| 2025 | Greetings From Your Hometown Republic Records (UMG)   | — | — | — | — | US6 (… Wo.)US | Erstveröffentlichung: 8. August 2025                        |

## Tourneen
Die Jonas Brothers spielten bereits zahlreiche Tourneen. Außerdem eröffneten sie zum Beispiel schon für die Backstreet Boys, Avril Lavigne und Miley Cyrus.